# Mura di Padova
Guasto Veneziano

La cinta muraria di Padova è il complesso di opere difensive che nel corso dei secoli sono state erette per difendere la città da attacchi ostili. 
Si possono distinguere almeno 4 fasi edificatorie diverse.

## Mura romane e le fortificazioni altomedievali
Le mura romane furono costruite durante il fiorire del municipium di Patavium che toccò i vertici del suo splendore nella prima età imperiale. Queste muraglie andarono a sostituire delle precedenti fortificazioni di età paleoveneta composte, stando ai ritrovamenti, da palificate e spalti. Della cerchia difensiva romana, costruita secondo il fine opus quadratum intorno all'insula formata dal Medoacus (il Brenta nel suo originario percorso), pervengono resti di varia consistenza ritrovati all'altezza del Palazzo della Cassa di Risparmio ed in Largo Europa (sotto l'edificio noto come Torre Medoacense) dove la muraglia - composta da imponenti blocchi di pietra - supera i due metri d'altezza. Altri brani importanti sono stati ritrovati in prossimità della Chiesa di San Pietro e alla Torlonga. 

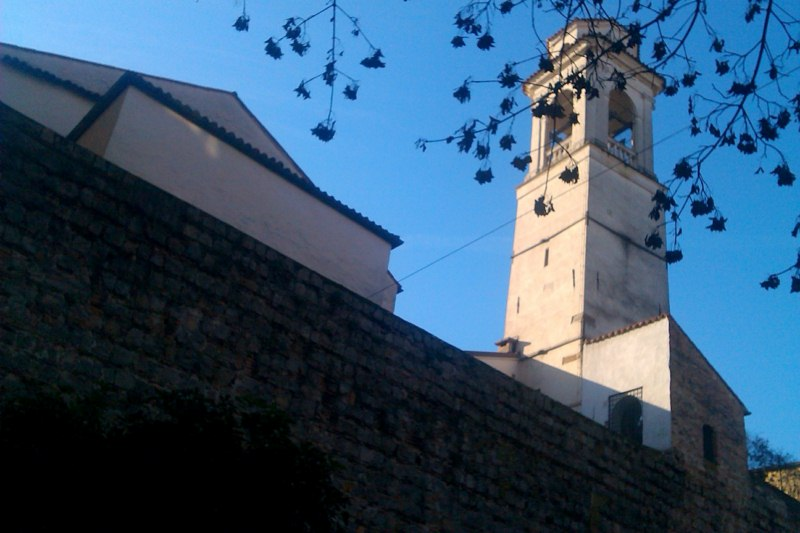
Il campanile della chiesa di San Fermo - già torre difensiva del IX secolo - e la garitta sulle mura di età comunale

Le mura romane furono probabilmente atterrate dagli ungari alla fine dell'IX secolo e trasformate in cava nel periodo altomedievale e in parte riutilizzate in nuove fortificazioni, come nel caso della Torlonga, eretta tra il X e l'XI secolo in un'area occupata da spalti e muraglie difensive di varie epoche precedenti, o come nell'area fortificata dove sorse la chiesa di San Fermo.

## Mura di età comunale
Le mura di età comunale sorsero in seguito alla Pace di Costanza: a partire dal 1195, seguendo e rettificando le fortificazioni preesistenti, si costruì la cerchia attorno all'insula delimitata dai due rami del Bacchiglione, il Tronco Maestro ed il Naviglio Interno, con materiale di recupero, trachite euganea e cotto. Il monumentale cantiere, promosso dal libero comune padovano si concluse nel 1210. Un ulteriore impulso all'erezione di queste fortificazioni si diede intorno all'oscuro periodo della tirannide di Ezzelino III da Romano, con la costruzione di mura intorno ai principali "borghi" - tra cui quello sorto intorno alla Basilica di Sant'Antonio - impresa che proseguì per tutto il XIII secolo e poi conclusa durante la signoria dei Da Carrara.  

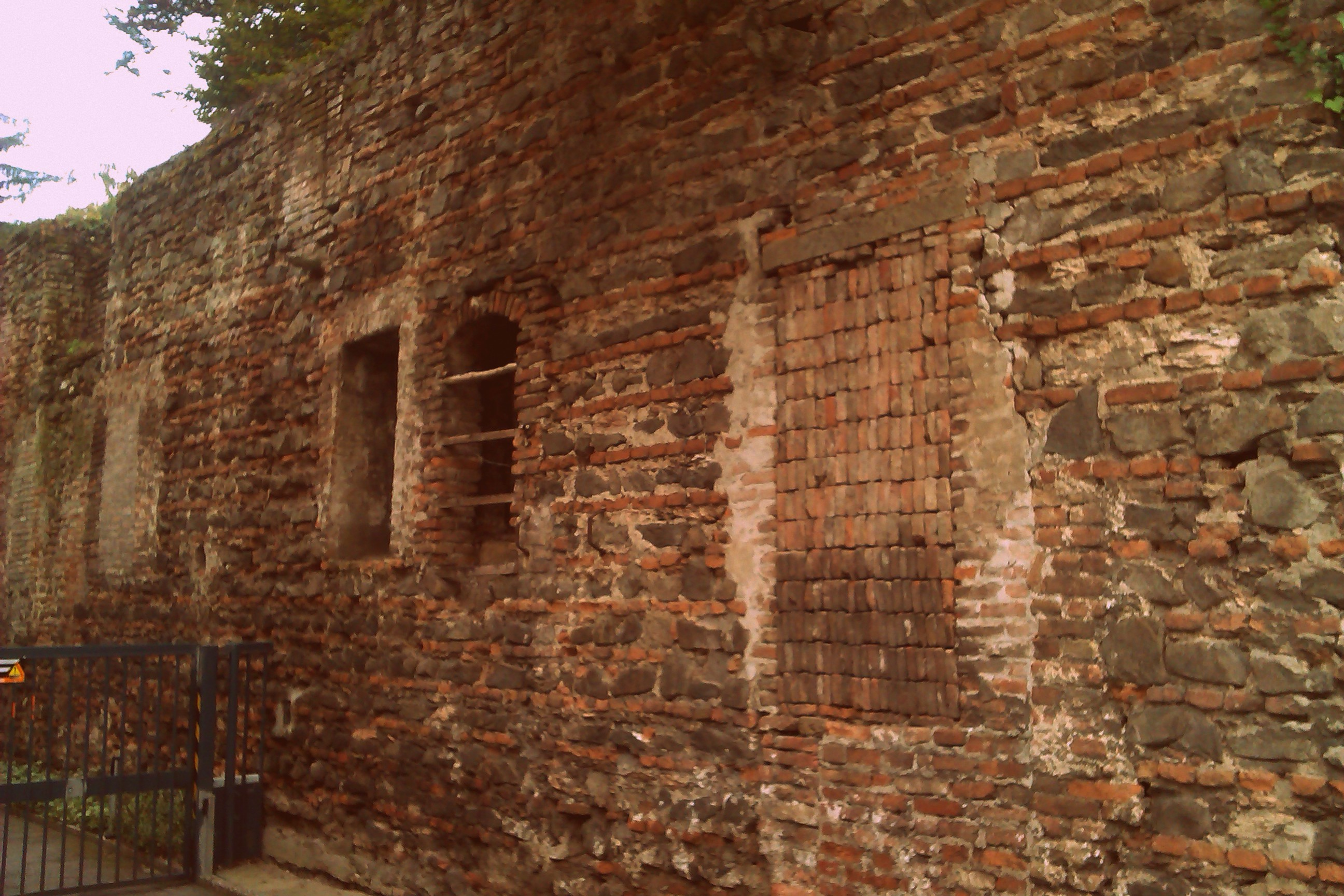
Le mura del XIII secolo "del Soccorso"

Di questa fase edificatoria d'età comunale pervengono numerosi tratti, imponenti quelli attorno al Castello e vicino a Porta Molino. Altri sono visibili in Riviera Tito Livio e Riviera Albertino Mussato.
Delle porte che circondavano la città rimangono solo Porta Molino e Porta Altinate. Si aggiunge anche la Porta della Cittadella Vecchia, che dava accesso alle fortificazioni a meridione. Delle torri che difendevano la cinta rimane l'imponente Torre di Ezzelino, che difendeva l'accesso a Porta Molino, la Torre della Catena.

## Mura carraresi
Le mura carraresi furono fatte costruire dai Carraresi nel XIV secolo inglobando il sistema difensivo già eretto in età comunale: il tracciato esterno corrispondeva quasi interamente a quello delle successive mura cinquecentesche, che lo inglobarono. Un tratto esisteva in via delle Dimesse, presso la chiesa del Torresino, vicino a Prato della Valle; un tratto ancora esistente è visibile in piazza Accademia Delia, di fronte al Castelvecchio ed alla torre della Specola. Fulgida testimonianza dell'attività edificatoria a destinazione bellica di questo periodo è proprio il Castelvecchio.

## Mura cinquecentesche

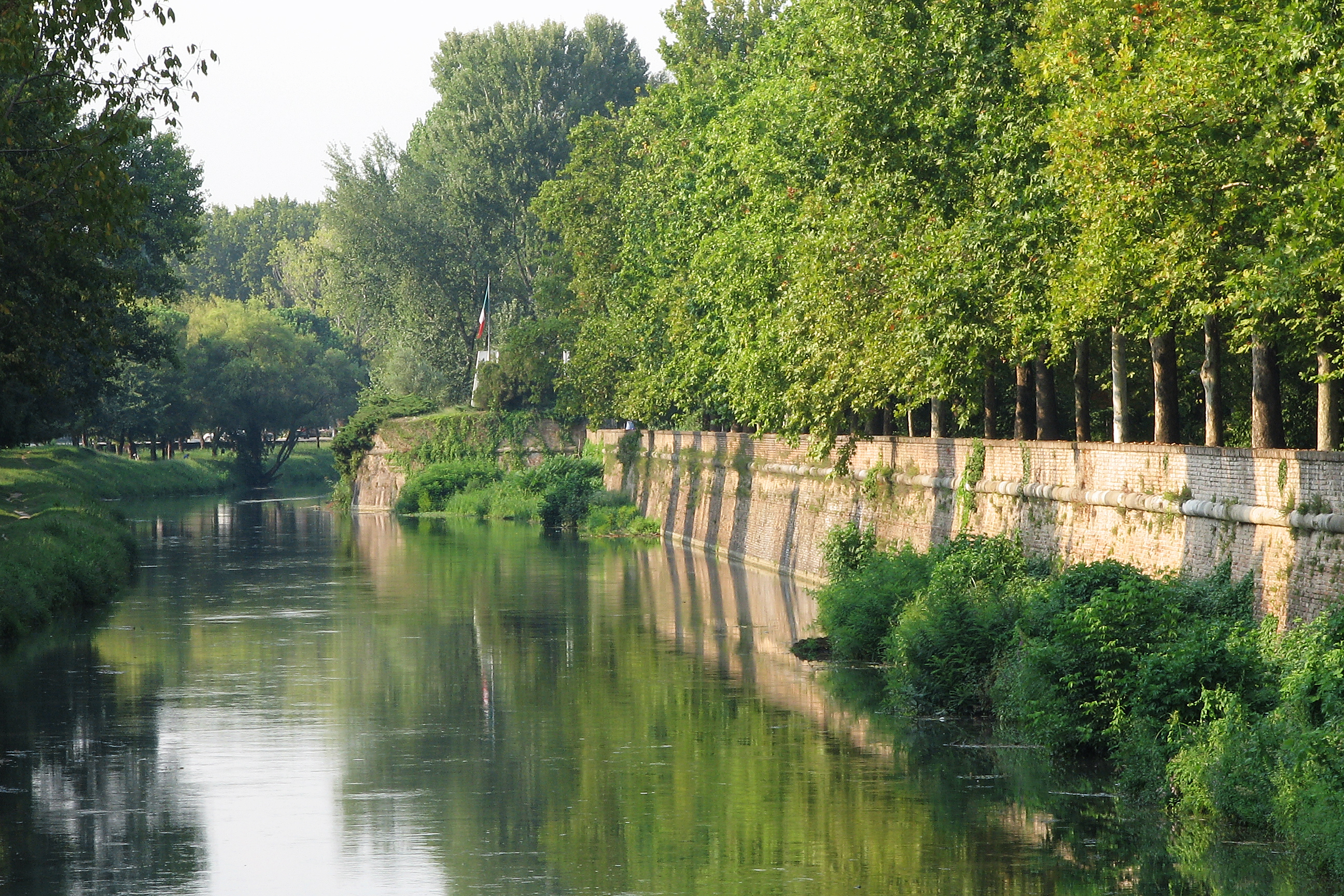
Il Torrione della Ghirlanda e le mura del cinquecento

Le mura cinquecentesche (dette anche mura rinascimentali o mura veneziane) furono fatte costruire dalla Repubblica veneta. Inizialmente quale rinforzo delle mura medievali preesistenti e con la predisposizione di nuovi manufatti con terrapieni provvisoriamente palificati, per adeguare la difesa alle nuove tecniche d'armi (artiglieria), e ciò in preparazione dello scontro militare anche a Padova con gli eserciti della Lega di Cambrai, nello scontro finale poi portato dagli eserciti condotti dall'Imperatore Massimiliano I d'Asburgo (assedio settembre 1509). Successivamente, come sviluppo di un organico sistema di difesa Mura-Acque-Verde, completato nel corso di circa 3 decenni. Il sistema difensivo bastionato aggiornava la storica Padova con una nuova forma urbana (forma urbis) che inglobava definitivamente anche alcune aree in precedenza considerate borghi rispetto alle prime mura medievali. Il nuovo sistema di difesa di Padova, con il rilevante apporto fra il 1513 e il 1515 di Bartolomeo d'Alviano prevede un perimetro dalla forma irregolare composto da Mura (cortina, bastioni di forma circolare-torrioni o pentagonale, porte, ponti, ecc.), Acque (fossati, canali, canale Piovego), Verde (spianata/guasto), tutti elementi di un sistema di difesa, all'epoca considerato insuperabile, e che non fu mai effettivamente violato da guerre. Con la caduta della Serenissima Repubblica di Venezia (1797) e i successivi eventi storici, le mura persero l'importanza militare, rimanendo utili sul fronte del limite daziario. Dall'annessione al Regno d'Italia in poi (1866) in poi la modernizzazione urbana portò ad aprire delle brecce abbattendo la cortina per favorire la circolazione fra città e campagna, e ad utilizzare il materiale dei terrapieni per interrare canali. La spianata venne edificata in diversi punti, i bastioni utilizzati come siti sanatori, e le golene lungo le mura come discariche. Il dopo Seconda guerra mondiale portò addirittura a realizzare l'ampliamento dell'ospedale universitario sopra un baluardo (Cornaro) e un tratto di cortina, nonostante i vincoli di tutela. Tra gli anni '70 e '80 del Novecento riprese vigore una coscienza collettiva per la valorizzazione del patrimonio culturale e ambientale rappresentato dal sistema difensivo veneziano del Cinquecento. Oggi è in corso anche sul piano amministrativo un percorso di recupero e di riconoscimento dell'importanza per Padova delle mura cinquecentesche, dal piano urbanistico, allo storico, ambientale, paesaggistico.
Quasi tutte le porte della cinta muraria rinascimentale sono conservate. In particolare:
- Porta Savonarola
- Porta San Giovanni
- Porta Ognissanti (o Portello)
- Porta Liviana o Ponte Corvo
- Porta Santa Croce

Va ricordato che alcune brecce nelle mura non sono porte nonostante il nome con cui sono conosciute (è il caso di Porta Trento) ma varchi creati nell'Ottocento per esigenze di viabilità.

## Il dibattito sulla valorizzazione delle mura
Negli ultimi anni le mura sono state al centro di numerose discussioni sulla loro valorizzazione: in molti chiedono la realizzazione dell'anello verde attorno alle mura, il polmone verde pensato dall'urbanista Luigi Piccinato. Gli interventi realizzati attorno alle mura sembrano però andare, secondo molti, nella direzione contraria (vedi il discusso monumento "Memoria e Luce" dell'architetto Daniel Libeskind, realizzato nella golena delle Porte Contarine).